# Municipio de Butler (Míchigan)
El municipio de Butler (en inglés: Butler Township) es un municipio ubicado en el condado de Branch en el estado estadounidense de Míchigan. En el año 2010 tenía una población de 1467 habitantes y una densidad poblacional de 15,84 personas por km².

## Geografía
El municipio de Butler se encuentra ubicado en las coordenadas 42°1′38″N 84°52′36″O / 42.02722, -84.87667. Según la Oficina del Censo de los Estados Unidos, el municipio tiene una superficie total de 92.62 km², de la cual 92,27 km² corresponden a tierra firme y (0,37 %) 0,35 km² es agua.

## Demografía
Según el censo de 2010, había 1467 personas residiendo en el municipio de Butler. La densidad de población era de 15,84 hab./km². De los 1467 habitantes, el municipio de Butler estaba compuesto por el 99,18 % blancos, el 0,14 % eran amerindios, el 0,07 % eran asiáticos, el 0,07 % eran de otras razas y el 0,55 % eran de una mezcla de razas. Del total de la población el 0,89 % eran hispanos o latinos de cualquier raza.